# Astragalus velenowskyi
Astragalus velenowskyi är en ärtväxtart som beskrevs av Nábelek. Astragalus velenowskyi ingår i släktet vedlar, och familjen ärtväxter. Inga underarter finns listade i Catalogue of Life.